# 長崎県央バス

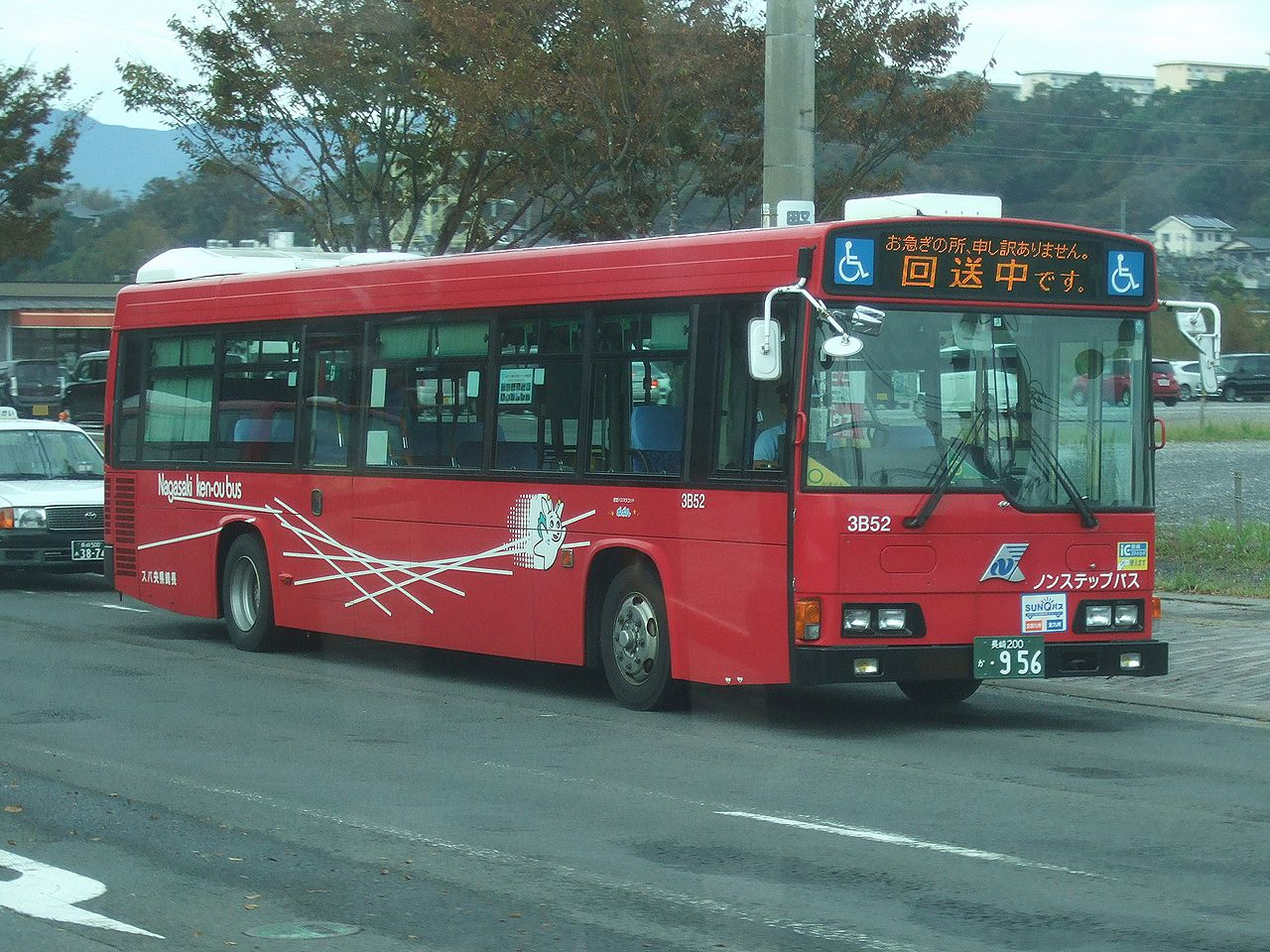
一般路線車

長崎県央バス株式会社（ながさきけんおうバス）は、かつて存在した長崎県のバス事業者であり、長崎県交通局100%出資の子会社であった。

## 概要
2008年10月30日、長崎県交通局の経営面のコストダウンを目的に設立し、2009年4月1日に営業を開始。交通局の5営業所のうち、県央エリアの諫早・大村の各営業所の路線を運行し、諫早 - 長崎間の一部を直営による独自系統として運営していたほか、他の路線については県営バスが県央バスに委託して運行していた。
2022年12月13日に、長崎県交通局は、経営改善策の一環として2023年度に長崎県央バスを廃止し、事業を2024年度から交通局に再統合する方針を長崎県議会観光生活建設委員会で表明。2024年3月31日を以って会社清算し解散した。

## 事業所
- 諫早営業所
- 大村営業所

## 運行路線
- 県央バス独自系統については、県営バスで運行されてきた諫早 - 長崎間のうちの一部系統を県央バスが運行。他の路線（諫早市内線・大村市内線）に関しては、車両は交通局本体所属でありながら運転業務を当社の乗務員に委託していた。なお、社員は全員形式上は民間会社員であったが、役員並びに一部の乗務員に関しては県交通局からの出向者によって運営されていた。

## 車両
- 県央バス独自系統用の車両は全て交通局本体からの移籍車であり、車両デザインについては交通局時代とは変わらないが、社名ロゴ部分のみが書き替えられていた（ローマ表記のうち、KEN-EIの「EI」が「OU」に書き替えられている程度であった）。

## 乗車券の取扱について
- 移譲後も引き続き、長崎スマートカードをはじめ、県営バスで発行された乗車券類を利用することができたが、現在はnagasaki nimocaをはじめ、全国交通系ICカードでも利用できる。

## 不祥事
- 2022年12月26日、使用済みの乗車券や回数券を集めて車内で売り、売上金約254万円を着服したとして、諫早営業所所属の運転手（県交通局から出向中）を懲戒解雇処分にした。運転手は、自身が運転していたリムジンバスの運賃箱を、券が取り出せるよう細工。2020年3月～2022年11月、車内で不正販売していた。回数券をばら売りしているのを不審に思った乗客から情報提供があり、県職員が乗車して確認し、不正が発覚した[2]。